# Squire Bancroft
Squire Bancroft, nascido Squire White Butterfield (Rotherhithe, Londres, 14 de maio de 1841 – Londres, 19 de abril de 1926) foi um ator e diretor de teatro inglês. Ele e sua esposa, Effie Bancroft, são considerados instigadores de uma nova forma de drama conhecido como "comédia de salão" ou "drama de xícara e pires", devido ao realismo de seus cenários.

## Juventude e carreira
A primeira aparição de Bancroft no palco foi em 1861, em Birmingham, e ele desempenhou papéis nas províncias com sucesso por vários anos. Sua primeira aparição em Londres foi em 1865 como Jack Crawley em A Winning Hazard, de J. P. Wooler, no Teatro Príncipe de Gales, na Tottenham Court Road. Esse teatro era administrado por Henry Byron e Effie Marie Wilton, com quem Bancroft se casou em dezembro de 1867. Após o casamento, o casal tornou-se gerente do teatro.

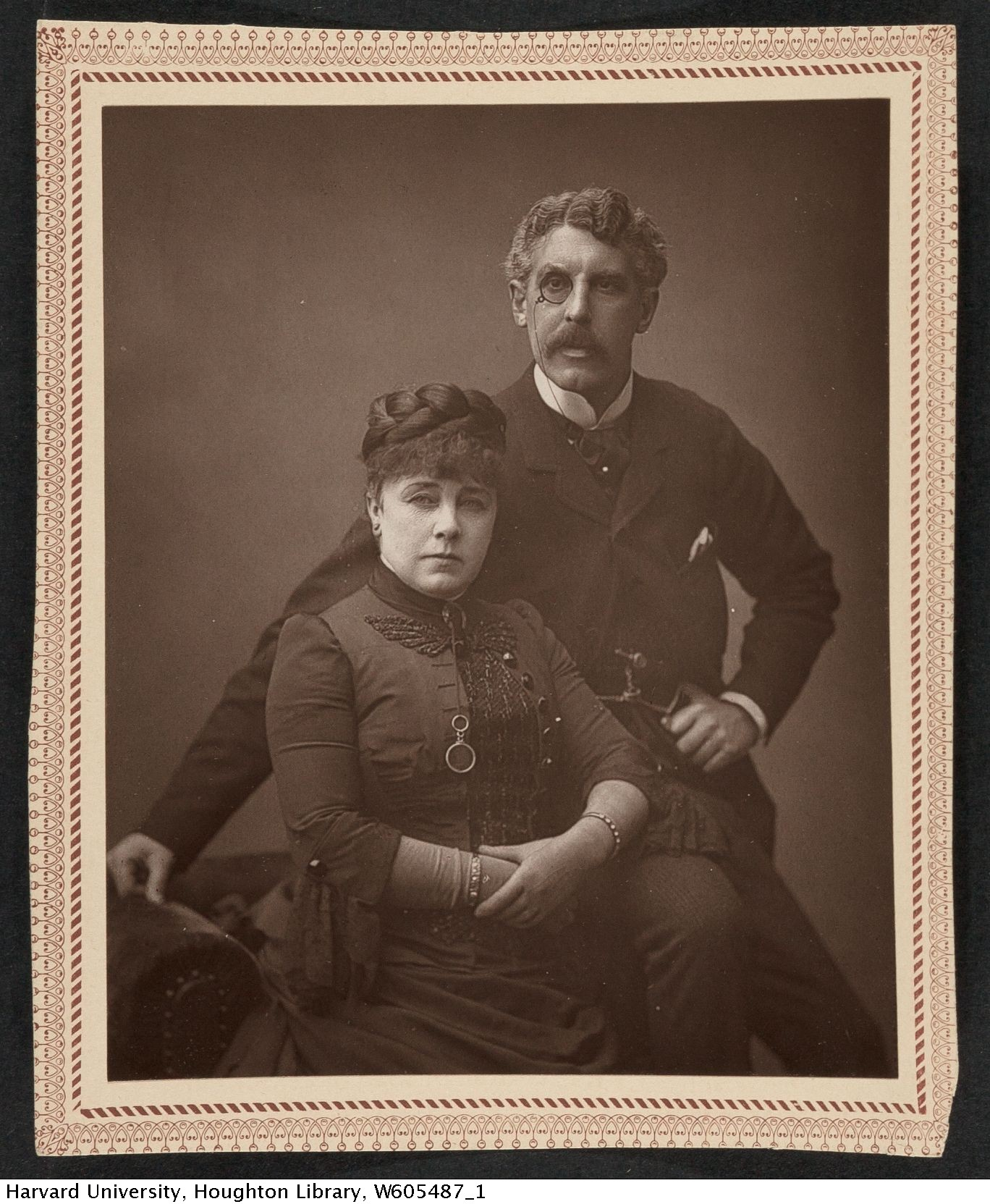
Squire Bancroft e sua esposa Effie.

O senhor e a senhora Bancroft produziram e estrelaram todas as comédias de Thomas William Robertson começando em 1865: Society (1865), Ours (1866), Caste (1867), Play (1868), School (1869) e M.P. (1870), e, após a morte de Robertson, nos reavivamentos das velhas comédias, pelas quais se cercaram de uma companhia admirada. Juntos, Robertson e os Bancroft são considerados instigadores de uma nova forma de drama conhecida como "comédia de salão" ou "drama de xícara e pires". Os Bancrofts deram a Robertson uma quantidade sem precedentes de controle de direção sobre suas peças, que foi um passo fundamental para institucionalizar o poder que os diretores atualmente exercem no teatro.
A administração Bancroft no Teatro Príncipe de Gales constituiu uma nova era no desenvolvimento do teatro inglês e teve o efeito de reavivar o interesse de Londres pelo drama moderno. Eles também foram responsáveis por tornar a moda "box set", que Lucia Elizabeth Vestris utilizou pela primeira vez no Olympic Theatre na década de 1830 – consistia de salas no palco que estavam decoradas com sofás, cortinas, cadeiras e tapetes no chão do palco. Eles também forneceram a seus atores, salários e guarda-roupas. Além disso, os Bancrofts redesenharam seu teatro para agradar ao público cada vez mais sofisticado: "Os bancos baratos perto do palco, onde os elementos mais desordeiros da platéia costumavam se sentar foram substituídos por assentos acolchoados confortáveis, tapetes nos corredores e o fosso passou a chamar-se boxes".
Outras peças que eles estrearam ou produziram foram: Allow Me To Explain (1867), de W. S. Gilbert, e sua comédia romântica, um tributo a Robertson, Sweethearts (1874), bem como, Tame Cats (1868), de Edward Bulwer-Lytton;  Money (1872), The School for Scandal (1874), de Dion Boucicault; London Assurance (1877), e Diplomacy (1878), uma adaptação de Dora de Victorien Sardou por Clement Scott e B. C. Stephenson.

## Últimos anos

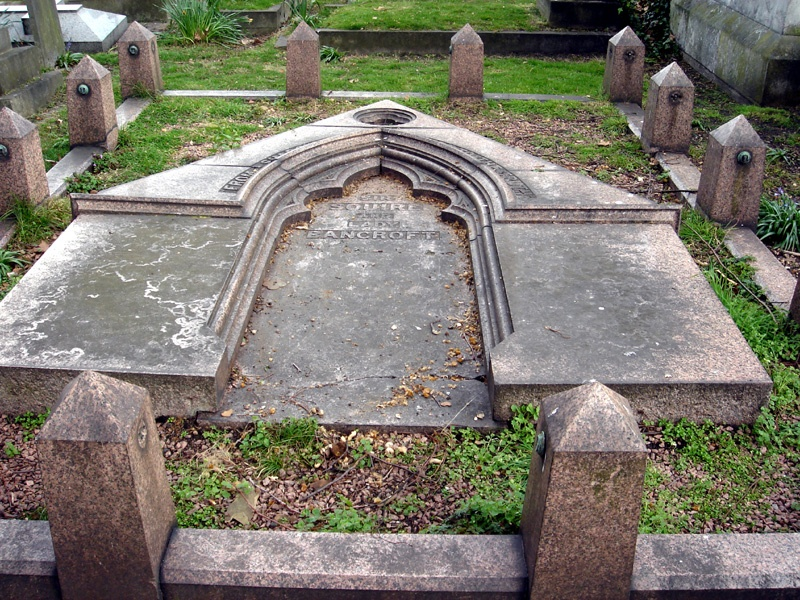
Monumento funerário, Cemitério de Brompton, Londres.

Nas décadas de 1870 e 1880, além de suas responsabilidades administrativas, Bancroft continuou a desempenhar papéis principais em numerosas peças contemporâneas, bem como em obras de Shakespeare e de Richard Brinsley Sheridan e em outras peças clássicas, muitas vezes contra a vontade de sua esposa. Em 1879, os Bancrofts se mudaram para o Haymarket Theatre, onde produziram ou estrelaram um relançamento de Money, e de Odette de Sardou (para a qual contrataram Madame Helena Modjeska), Fedora e Lords and Commons, de Arthur Wing Pinero, com relançamentos de sucessos anteriores.
Tendo feito uma fortuna considerável, eles se aposentaram da administração teatral em 1885, mas Bancroft continuou a atuar até 1918. Bancroft foi condecorado Cavaleiro Celibatário em 1897. Entre 1917 e sua morte em 1926, Bancroft manteve quartos na moderna Albany, em Piccadilly. Tanto ele como sua esposa estão enterrados no Cemitério de Brompton.

## Publicações
Bancroft escreveu dois livros e, em colaboração com sua esposa, escreveu dois volumes de reminiscências chamadas Mr. and Mrs. Bancroft On and Off the Stage, Written by Themselves (Londres, 1888) e The Bancrofts: Recollections of Sixty Years (Londres: Dutton and Co., 1909).